# Psychomyia muelleri
Psychomyia muelleri är en nattsländeart som beskrevs av Malicky 1993. Psychomyia muelleri ingår i släktet Psychomyia och familjen tunnelnattsländor. Inga underarter finns listade i Catalogue of Life.